# Moana Ballarini
Pour les articles homonymes, voir Moana.
Moana Ballarini (née le 16 juillet 1987 à Pescara, dans les Abruzzes) est une joueuse italienne de volley-ball. Elle mesure 1,58 m et joue au poste de libero.

## Clubs
| Club                    | Pays   | De        | À         |
| ----------------------- | ------ | --------- | --------- |
| Volley Montesilvano     | Italie | 1997-1998 | 1999-2000 |
| Cogem Montesilvano      | Italie | 2000-2001 | 2005-2006 |
| Asystel Volley Novara   | Italie | 2006-2007 | 2007-2008 |
| Infotel Forlì           | Italie | 2008-2009 | 2008-2009 |
| Lavoro.Doc Pontecagnano | Italie | 2009-2010 | 2009-2010 |
| Volley Soverato         | Italie | 2010-2011 | 2010-2011 |
| Pallavolo Casoli        | Italie | 2011-2012 | 2012-2013 |
| GS Dannunziana          | Italie | 2013-2014 | …         |

## Palmarès

### Équipe nationale
- Championnat du monde des moins de 18 ans
  - Finaliste : 2003.

### Récompenses individuelles
- Championnat du monde de volley-ball féminin des moins de 18 ans 2003: Meilleure défenseuse.